# 78 Diana
Diana (asteroide 78) é um asteroide da cintura principal com um diâmetro de 120,6 quilómetros, a 2,07680263 UA. Possui uma excentricidade de 0,20736367 e um período orbital de 1 549,08 dias (4,24 anos).
Diana tem uma velocidade orbital média de 18,40060576 km/s e uma inclinação de 8,68764257º.
Este asteroide foi descoberto em 15 de Março de 1863 por Robert Luther. Seu nome vem da personagem da mitologia romana Diana.